# Montagne du Lac
La montagne du Lac est une montagne québécoise situé à Lac-Frontière dans la MRC de Montmagny. La montagne est située à 1,9 km à l'ouest du lac Frontière.
Son nom est officialisé en 1978.